# Île de Bute
Pour les articles homonymes, voir Bute.
L'île de Bute, en anglais Isle of Bute, en gaélique écossais Eilean Bhòid, est une île du Royaume-Uni située en Écosse et baignée par le Firth of Clyde.

## Géographie

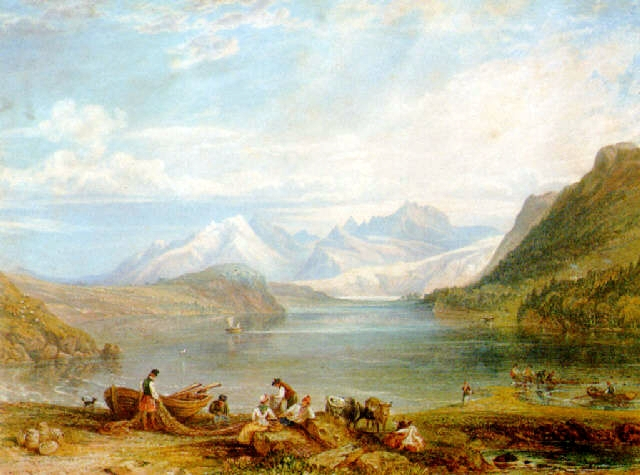
Loch Fad, île de Bute.
Collection privée.

Elle fait actuellement partie du council area d'Argyll and Bute. 
Elle se trouve à une cinquantaine de kilomètres à l'ouest de Glasgow.
La population résidente de Bute s'élevait à 6 498 au recensement de 2011, en recul d'un peu plus de 10 % par rapport au chiffre de 7 228 enregistré en 2001, évolution contraire à celle de la population des îles écossaises dans leur ensemble, qui a augmenté de 4 % sur la même période.
La principale localité est Rothesay, suivie par Port Bannatyne, toutes deux sur la côte orientale de l'île.

## Histoire
On trouve sur l'île quelques mégalithes néolithiques, notamment le menhir de Colmac Bridge et un cromlech, situés à environ deux kilomètres à l'ouest de Port Bannatyne.
Le peintre paysagiste anglais William Andrews Nesfield (1793-1881) est l'auteur d'une aquarelle intitulée Loch Fad, île de Bute aujourd’hui dans une collection privée.

## Patrimoine

### Le château de Mount Stuart House

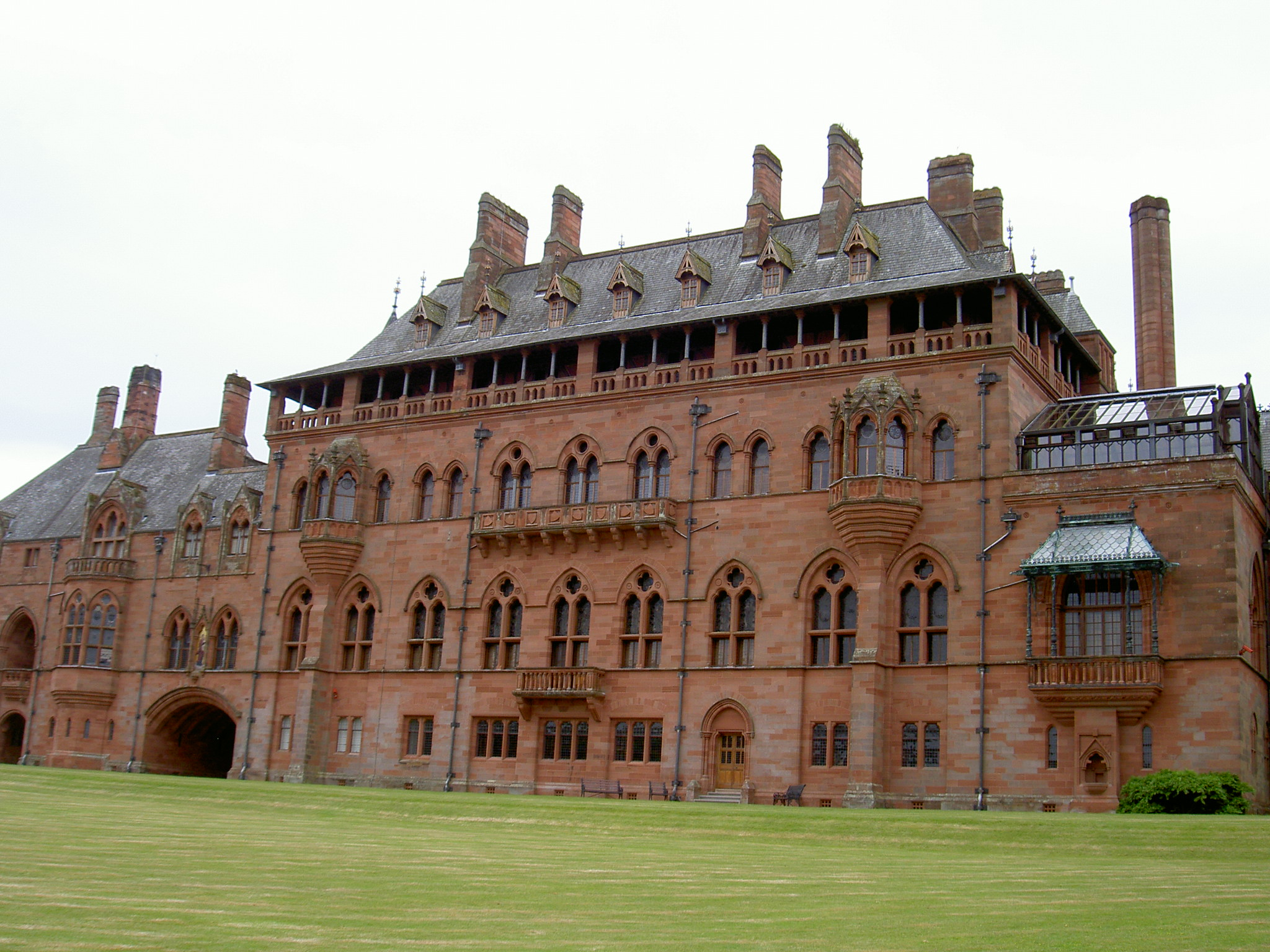
Le château.
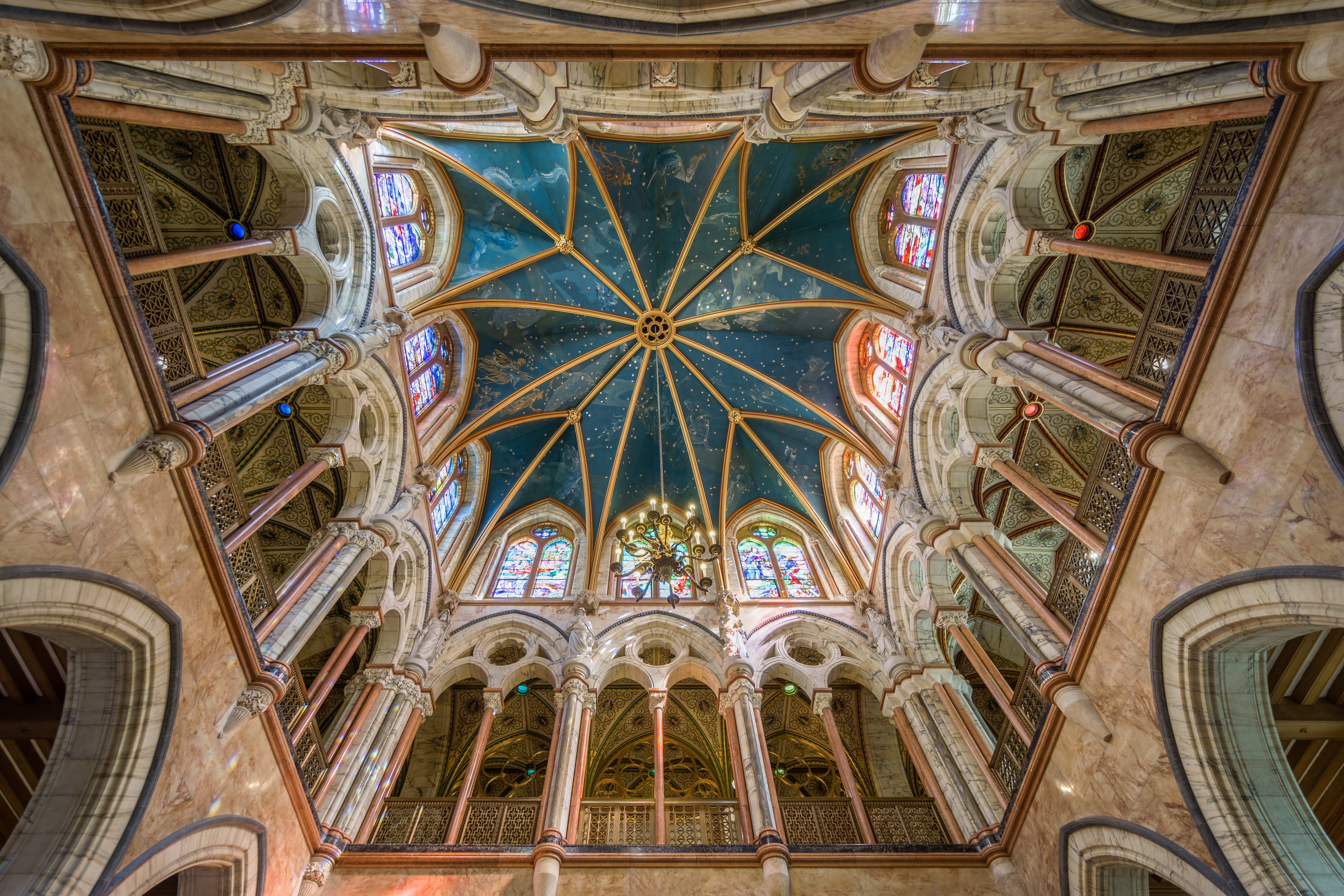
Le plafond du château.
Le château. Photo aout 2018.
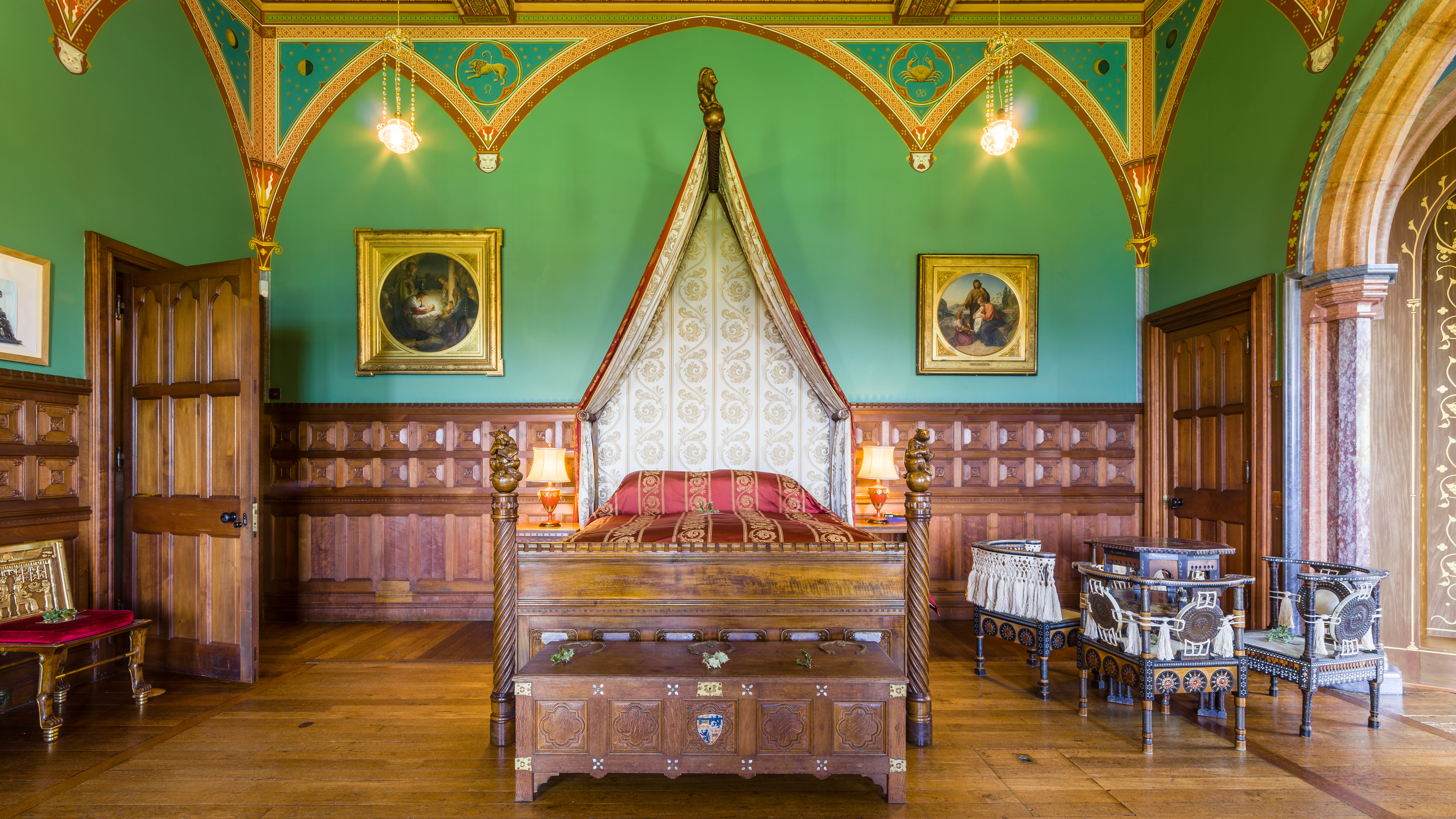
Horoscope room dans le château. Photo aout 2018.